# Paul Wall
Paul Wall, właśc. Paul Slayton (ur. 11 marca 1981 w Georgetown, Teksas) – amerykański raper i DJ. W 2005 roku podpisał kontrakt z Atlantic Records i wydał album pt. The Peoples Champ, który okazał się sukcesem, a po nim przyszły następne albumy, które przyczyniły się do zwiększenia jego popularności.
Po wydaniu płyty z & Chamillionaire’em pokłócili się, i ich beef przedstawiony jest w filmie Beef 4. Obecnie jest związany ze Swishahouse Records spod której wydaje wspólne projekty z innymi artystami.
Współpracował z takimi wykonawcami jak Chamillionaire, Fat Joe, Nelly, Slim Thug, Mike Jones, Z-Ro czy Lil’ Flip.
W 2010 r. wystąpił gościnnie na płycie Przyjaźń, duma, godność polskiego rapera „Kaczora”.

## Dyskografia

### Albumy solowe
- The Peoples Champ (2005)
- Get Money, Stay True (2007)
- The Fast Life (2009)
- Heart of a Champion (2010)
- #Checkseason (2013)
- The Po-Up Poet (2014)
- Slab God (2015)

### Albumy niezależne
- Chick Magnet (2004)

### Albumy wspólne
- Get Ya Mind Correct (2002, z Chamillionaire)
- Controversy Sells (2005, z Chamillionaire)